# Juraci Gomes de Oliveira

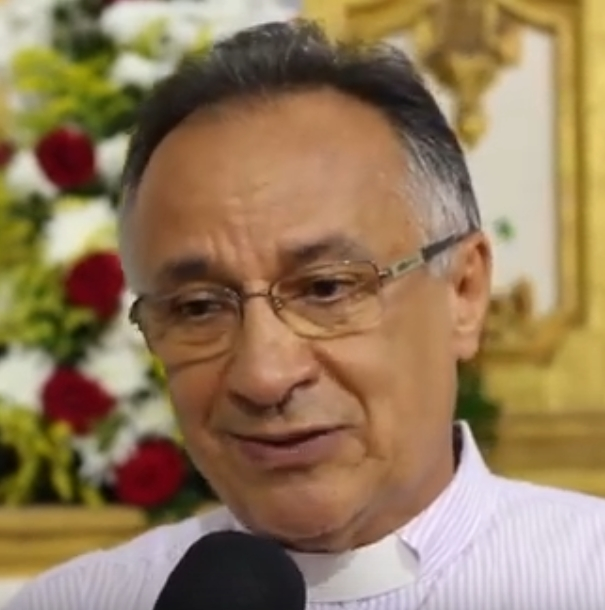
Juraci Gomes de Oliveira, 2018

Bischofswappen von Juraci Gomes de Oliveira

Juraci Gomes de Oliveira (* 19. August 1956 in Catolé do Rocha, Paraíba) ist ein brasilianischer Geistlicher und römisch-katholischer Bischof von Amargosa.

## Leben
Juraci Gomes de Oliveira trat der Ordensgemeinschaft der Joseleitos de Cristo bei, studierte Philosophie und Theologie an der Universidade Católica de Pernambuco und empfing am 12. August 1990 durch den Bischof von Paulo Afonso, Mário Zanetta, die Diakonenweihe. Der emeritierte Bischof von Paulo Afonso, Jackson Berenguer Prado, spendete ihm am 3. November desselben Jahres in der Kirche Senhora Sant'Ana in Tucano das Sakrament der Priesterweihe. 1991 wurde er in den Klerus des Erzbistums São Salvador da Bahia inkardiniert.
Nach weiteren Studien am Päpstlichen Institut Johannes Paul II. für Studien zu Ehe und Familie in Salvador da Bahia erwarb er ein Lizenziat in Ehe- und Familienwissenschaften. Neben Aufgaben in der Pfarrseelsorge in verschiedenen Gemeinden und als Dekan war er Bischofsvikar und Spiritual am Priesterseminar, Professor an der Univerdade Católica do Salvador und Moderator der Kurie des Erzbistums. Er gehörte dem Domkapitel, dem Konsultorenkollegium und dem Diözesanwirtschaftsrat an. Vor seiner Ernennung zum Bischof war er zuletzt Generalvikar des Erzbistums São Salvador da Bahia.
Papst Franziskus ernannte ihn am 31. Mai 2023 zum Bischof von Amargosa. Die Bischofsweihe spendete ihm der Erzbischof von São Salvador da Bahia, Sérgio Kardinal da Rocha, am 29. Juli desselben Jahres in der Kathedrale von Salvador. Mitkonsekratoren waren der Erzbischof von Vitória da Conquista, Josafá Menezes da Silva, und dessen Amtsvorgänger Luís Gonzaga Silva Pepeu OFMCap.